# Сенатська площа (Москва)
55°45′11″ пн. ш. 37°37′02″ сх. д. / 55.752952777778° пн. ш. 37.617313888889° сх. д.
Сенатська площа — площа Московського Кремля, розташована між вулицями Житницькою й Великою Микільською, між будівлями Арсеналу та Сенатським палацом, на честь якого вона отримала свою назву.
Площа розташована в північно-східній частині Кремля. За формою є витягнутим трикутником, з боків якого є згадані вище будівлі. На північ від Сенатської площі розташована Нікольська вежа.

## Історія
До XVIII сторіччя околиці площі були досить щільно забудовані. Згідно з планом Кремля початку XVII сторіччя основу планувальної структури зони, що складається з самої площі, будівель Сенату та Арсеналу, становили чотири вулиці: Житницька, Велика Микільська, Чудовська й Троїцька.
Нині на території площі розташований сквер, в якому є фонтан і пам'ятник кремлівським курсантам.